# Ryan Bedford
Ryan Bedford (* 20. října 1986 Yuma, Arizona) je bývalý americký shorttrackař a rychlobruslař.
Ve Světovém poháru v short tracku závodil od roku 2006. Na Mistrovství světa 2009 získal s americkou štafetou zlatou medaili. Poslední závody absolvoval na konci roku 2010.
Od roku 2007 se věnoval také rychlobruslení, do Světového poháru poprvé zasáhl roku 2008. Z Mistrovství světa 2009 si přivezl bronzovou medaili ze stíhacího závodu družstev. Startoval i na Zimních olympijských hrách 2010, kde se na trati 10 000 m umístil na dvanácté příčce. Do posledních rychlobruslařských závodů nastoupil na jaře 2011.